# 格施文德
格施文德是德国巴登-符腾堡州的一个市镇。总面积54.50平方公里，总人口4932人，其中男性2475人，女性2457人（2011年12月31日），人口密度90人/平方公里。